# Kristinedal
Kristinedal är en stadsdel i nordöstra  delen av kommundelen Östra Mölndal (motsvarande Stensjöns distrikt). 
Området består av småhusbebyggelse och stod klart år 1964. Det ligger intill Stensjön, nära Gunnebo slott och Rådasjön.
Kristinedalsområdet omfattar ett 100-tal fristående villor, radhus och kedjehus och uppfördes av Skånska Cementgjuteriet, efter ritningar av arkitekt I Wennström vid Småhusbyrån AB i Malmö. Husen präglas av den tidens småhusideal med enplans- och suterränghus med fasadtegel och mer utsträckta planlösningar. I 1960-talets småhusområden löstes parkeringen i anslutning till bostäderna och carporten introducerades, vilket villorna i Kristinedal är försedda med. Även trafikplaneringen i området återspeglar den tidens ideal, med trafikseparering genom huvudgatan Brovaktaregatan, som löper genom området, och mindre återvändsgator, kring vilka husen ligger. I området förekommer såväl privata trädgårdar som gemensamma grönytor.
Kristinedalsområdet är kulturhistoriskt intressant och är upptaget i Mölndals kommuns Kulturmiljövårdsprogram från år 2000, då det speglar 1960-talets bostadsbyggande och har behållit sin ursprungliga karaktär.

## Christinedals gård
Christinedals gård (Mölndal Knutsegård) låg i vinkeln mellan nuvarande Rådavägen och Västra Brovaktaregatan. Den förste ägaren var handlaren Olof Åberg, som köpte gården år 1812. Gårdens marker omfattade nuvarande Kristinedal och Sjövalla, det vill säga området mellan Tornvillan (Rådavägen 9) och Sjövallagården.
Christinedals gård bedrev tegelbruk och omfattande timmerhandel. Timmerhandeln bedrevs fram till 1895 och tegelbruket några år in på 1900-talet. Utöver lantbruk, bedrevs även försäljning av is och sand. På 1920- och 1930-talen såldes tomter för egnahemsbebyggelse i området Sjövalla. Gården såldes år 1960 till Fastighetsbolaget Betongblandaren (Skånska Cementgjuteriet) och revs därefter när det nuvarande bostadsområdet anlades.
Namnet har genom åren stavats Christinaedahl (1798), Christinnedahl (1810- och 1820-talen), Christinedahl, samt Christinedal (1937 och 1956).

### Tegelbruket och grustaget
Tegelugnen var belägen vid nuvarande Brovaktaregatan 12. Lera togs i området och gropar efter lertäkterna kan ännu ses i sluttningen väster om bostadsbebyggelsen. I slutet av brukets verksamhet togs även lera från Stensjöns botten vid den nuvarande badplatsen. Tegelbrukets torklada var belägen nere vid nuvarande busshållplatsen vid Rådavägen. Den sista tegelladan revs sommaren 1921. Teglet från Kristinedals tegelbruk användas bland annat vid bygget av fabriker i Mölnlycke och Krokslätt, liksom Mölndals hembygdsförenings stenhus på Kvarnbygården.
I området fanns ett grustag, vilket var tömt i början av 1930-talet. I det forna grustaget är det numera en fotbollsplan.

### Tornvillan
Tornvillan, belägen väster om Kristinedal, uppfördes år 1898 av Kristinedals ägare, som bostad åt tegelbrukschefen.